# Institutul Teologic Penticostal
Institutul Teologic Penticostal din București (ITPB) este instituția învățământ superior oficială prin care Biserica Penticostală din România își pregătește personalul clerical.
Aceasta instituție de învățământ superior este acreditată prin legea nr. 194 din 21 octombrie 2008, publicată în Monitorul Oficial al României  partea I, Anul 176 (XX) – Nr. 724, vineri, 24 octombrie 2008.

## Program de licență "teologie pastorală"
Obiectivele programului de studii:
- Cunoașterea aprofundată a unei arii de specializare și, în cadrul acesteia, a dezvoltărilor teoretice, metodologice și practice specifice programului; 
- Utilizarea adecvată a limbajului specific în comunicarea cu medii profesionale diferite;
- Utilizarea cunoștințelor de specialitate pentru explicarea și interpretarea unor situații noi, în contexte mai largi asociate domeniului;
- Utilizarea integrată a aparatului conceptual și metodologic, în condiții de informare incompletă, pentru a rezolva probleme teoretice și practice noi;
- Utilizarea nuanțată și pertinentă de criterii și metode de evaluare, pentru a formula judecăți de valoare și a fundamenta decizii constructive.

## Program de master "Biblie și societate"
În condițiile în care Institutul Teologic Penticostal din Mun. București este singura instituție oficială a Cultului Creștin Penticostal din România prin care acesta își pregătește personalul ecleziastic, rolul său este deosebit de important. Activitatea pastorală presupune în primul rând vocație, dar și o bună informare pe tărâm teologic.Or, încă de la începutul său s-a dorit ca Facultatea de Teologie Penticostală din cadrul I.T.P. să fie acel loc în care viitorii slujitori ai cultului să fie echipați din punct de vedere spiritual și teologic. Slujirea pastorală, în noul context, presupune o pregătire adecvată, fără de care nu se poate răspunde corect noilor provocări.

## Cadre didactice
În prezent, colectivul de cadre didactice titulare al Institutului Teologic Penticostal este format din: Ioan Brie, John F. Tipei, Romulus-Vasile Ganea, Ciprian-Flavius Terinte, Emanuel Conțac, Eugen Jugaru, Marcel-Valentin Măcelaru, Silviu Tatu, Radu Țîrle, Victor-Vladimir Neamțu, Ciprian Bălăban și Dragoș Ștefănică. Între cadrele didactice invitate și asociate sunt: Ayodeji J. Adewuya, John Christopher Thomas, David Han, William Simmons, Tony Richie, Hans Klein, Ioan Gurău, Emil Bartoș, Simion Timbuc, Lazăr Gog, Emima Stan, Simion Bumbar, Ioan Szasz, Constantin Macoveiciuc și Radu Mariș.